# Cantón de Plélan-le-Petit
El cantón de Plélan-le-Petit era una división administrativa francesa, que estaba situada en el departamento de Costas de Armor y la región de Bretaña.

## Composición
El cantón estaba formado por nueve comunas:
- La Landec
- Languédias
- Plélan-le-Petit
- Plorec-sur-Arguenon
- Saint-Maudez
- Saint-Méloir-des-Bois
- Saint-Michel-de-Plélan
- Trébédan
- Vildé-Guingalan

## Supresión del cantón de Plélan-le-Petit
En aplicación del Decreto nº 2014-150 de 13 de febrero de 2014, el cantón de Plélan-le-Petit fue suprimido el 22 de marzo de 2015 y sus 9 comunas pasaron a formar parte; ocho del nuevo cantón de Plancoët y una del nuevo cantón de Dinan.